# Classe Dekabrist
La classe Dekabrist («Декабрист») ou classe D était la première classe de sous-marins construits pour la marine soviétique après la révolution d'octobre . Elle a été autorisée dans le programme de construction navale soviétique de 1926.

## Conception
Les exigences opérationnelles et tactiques et les concepts de conception ont été formulés en 1923. En 1925, une mission navale soviétique avait obtenu des Italiens les plans du sous-marin de la classe Balilla qui ont été utilisés avec les idées soviétiques. Les unités ont été construites par le chantier naval d'Ordzhonikidze et le concepteur principal était Boris Malinin (en). Le premier bateau de la classe a été posé le 5 mars 1927, lancé le 3 novembre 1928 et mis en service le 18 novembre 1930. Ce premier bateau, Dekabrist, fut plus tard désigné D-1 le 15 septembre 1934 (Д-1 «Декабрист»).
La classe était de conception à double coque avec sept compartiments et construite à l'aide de rivets. Ces bateaux étaient de conception soviétique et présentaient de nombreux défauts techniques et défauts de construction. Les problèmes les plus graves étaient leur temps de plongée lent et leur mauvaise stabilité pendant la plongée.
En mai 1933, "Dekabrist" a été transféré à la flotte du Nord via le canal de la mer Blanche. Il est reste en service jusqu'en 1940. Il a pu montrer une navigabilité élevée dans des circonstances polaires. Le bateau a été perdu avec tout son équipage dans un accident de plongée le 13 novembre 1940 dans le golfe de Motovsky (en).

## Les unités
| N° de coque | Nom                              | Origine                              | Photo | Constructeur                            | Lancement       | Notes |
| ----------- | -------------------------------- | ------------------------------------ | ----- | --------------------------------------- | --------------- | --- |
| D-1 (Д-1)   | Dekabrist Декабрист              | Membre de l' Insurrection décabriste |       | Chantier naval de la Baltique Leningrad | 3 novembre 1928 | Perdu dans un accident en novembre 1940. |
| D-2 (Д-2)   | Narodovolets Народоволец         | Membre de la Narodnaïa Volia         |       | Chantier naval de la Baltique Leningrad | 1929            | A coulé le navire marchand allemand Jacobus Fritzen. Désarmé en 1958 mais de 1956 à 1987, il était basé à Cronstadt et a servi de navire-école. Enfin, en 1989, à la fin de la reconstruction, il a été ins |
| D-3 (Д-3)   | Krasnogvardyeyets Красногвардеец | Garde rouge                          |       | Chantier naval de la Baltique Leningrad | 12 juillet 1929 | Coulé en juillet 1942 près de la Norvège |
| D-4 (Д-4)   | Revolutsioner Революционер       | Revolutionnaire                      |       | Chantier naval de la mer Noire Mykolaïv | 1929            | A coulé les navires marchands allemands Boy Federson, Santa Fe et bulgare Varna. Coulé par les chalutiers armés allemands UJ 102 et UJ 103 près de Yevpatoria, Crimée                                       |
| D-5 (Д-5)   | Spartakovets Спартаковец         | Disciple de Spartacus                |       | Chantier naval de la mer Noire Mykolaïv | 1929            | Désarmé dans les années 1950 |
| D-6 (Д-6)   | Yakobinets Якобинец              | Jacobin                              |       | Chantier naval de la mer Noire Mykolaïv | 1929            | Détruit par bombardement des quais de Sébastopol, 12 novembre 1941 |

### Articles externes
- (en) Dekabrist-class submarine - Site uboat.net
- (ru) Classe Dekabrist
- Dekabrist-class